# ФК Печуј−Барања
ФК Печуј−Барања (мађ. Pécs-Baranya Futball Club), је мађарски фудбалски клуб из Печуја, Мађарска.

## Историја клуба
ФК Печуј−Барања је дебитовао у првој мађарској лиги у сезони 1929/30. и првенство завршио на деветом месту.

### Историја имена клуба
- 1926–1935: ФК Печуј−Барања (Pécs-Baranya FC)
- 1935: спојио се са ФК Шомођ (Somogy FC)